# Раевская, Софья Николаевна
 Софья Николаевна Раевская (19 ноября 1806 — 13 февраля 1881) — фрейлина российского императорского двора, дочь героя Отечественной войны 1812 года Николая Раевского.

## Биография
Младшая дочь генерала от кавалерии, члена Государственного совета Николая Николаевича Раевского и его супруги Софьи Алексеевны Константиновой. Получила прекрасное домашнее воспитание.
В 1820 году познакомилась с Александром Пушкиным в ходе совместной поездки Раевских и поэта по Кавказу. Будучи в ту пору ещё самой юной из сестёр, вероятно осталась единственной, оставившей поэта равнодушным. По словам Густава Олизара в ту пору она была «многообещающим красивым ребёнком».
В 1826 году, после того, как её братья Александр и Николай были оправданы по делу декабристов была принята во фрейлины императрицы Александры Фёдоровны. В 1829 году после смерти отца получила свою долю наследства. В 1835 году вместе с матерью и сестрой Еленой (1803—1852) уехала в Италию, где похоронила сначала мать, а затем в 1852 году сестру, оставившую своё состояние Софье.
Вернувшись в Россию, жила в Москве с родственниками, принимая живое участие в их делах, ездила в Сибирь к сестре Марии, жене ссыльного декабриста Волконского. Позже Софья Николаевна проживала в своем имении Сунки Черкасского уезда Киевской губернии, крайне редко бывая в столицах. Сама управляла имением и довольно успешно, расплатилась с долгами и финансово помогала сестре Екатерине. Выписывала русские и иностранные журналы, интересуясь политическими событиями в России и Европе, а также подготовкой к проведению крестьянской реформы, и сама печаталась в исторических журналах с заметками и комментариями, касающимися биографии отца и других членов семьи.
Скончалась в 1881 году в имении Сунки. Похоронена в фамильном склепе Раевских в селе Еразмовку Чигиринского уезда, где по инициативе Софьи Николаевны в 1855 году над могилой её отца была выстроена и освящена   Крестовоздвиженская церковь.